# 바질
바질(Ocimum basilicum, 영어: basil, great basil 또는 Saint-Joseph's-wort)은 꿀풀목 꿀풀과 속한 한해살이풀이다. 키는 20~60cm 정도이며 잎은 연한 녹색의 타원형으로 길이 1.5~5cm, 너비 1~3cm 정도이다. 향이 강하게 나므로 향신료 또는 방향제로 쓰인다. 열대 아시아가 원산이며 번식은 주로 씨앗으로 한다. 참고로, 바질은 10월 15일의 탄생화이다.
‘바질’이라는 말은 ‘왕’이라는 뜻의 그리스어 바실레우스(βασιλευς)에서 온 것이다.

## 품종
대부분의 바질은 스위트 바질이다.
- O. basilicum 'Licorice'
- Ocimum basilicum 'Cinnamon'
- Ocimum basilicum 'Dark Opal'
- Ocimum basilicum 'Crispum'
- Ocimum basilicum 'Purpurescens'
- Ocimum basilicum 'Rubin'
- Ocimum basilicum 'Minimum'[3]
- Ocimum basilicum thyrsifolium

### 잡종
- Ocimum basilicum X O. kilimandscharicum
- Ocimum basilicum X O. americanum
- Ocimum basilicum X O. americanum[4][5]

## 쓰임새
지중해 요리와 태국 요리에서 널리 사용된다. 가장 유명한 이용법으로는 이탈리아 북부의 리구리아 해안에서 나는 바질로 만든 제노바 페스토 소스이다..
이탈리아 요리에 다양하게 사용되는 허브로 주로 고기요리나 생선, 샐러드, 소스 등의 맛을 내는 데 쓰이며, 특히 토마토로 만든 요리와 잘 어울린다. 향기와 풍미가 독특하고 주로 줄기와 잎을 이용한다. 차를 만들어 기름진 음식을 먹은 후 마시면 상쾌하다.

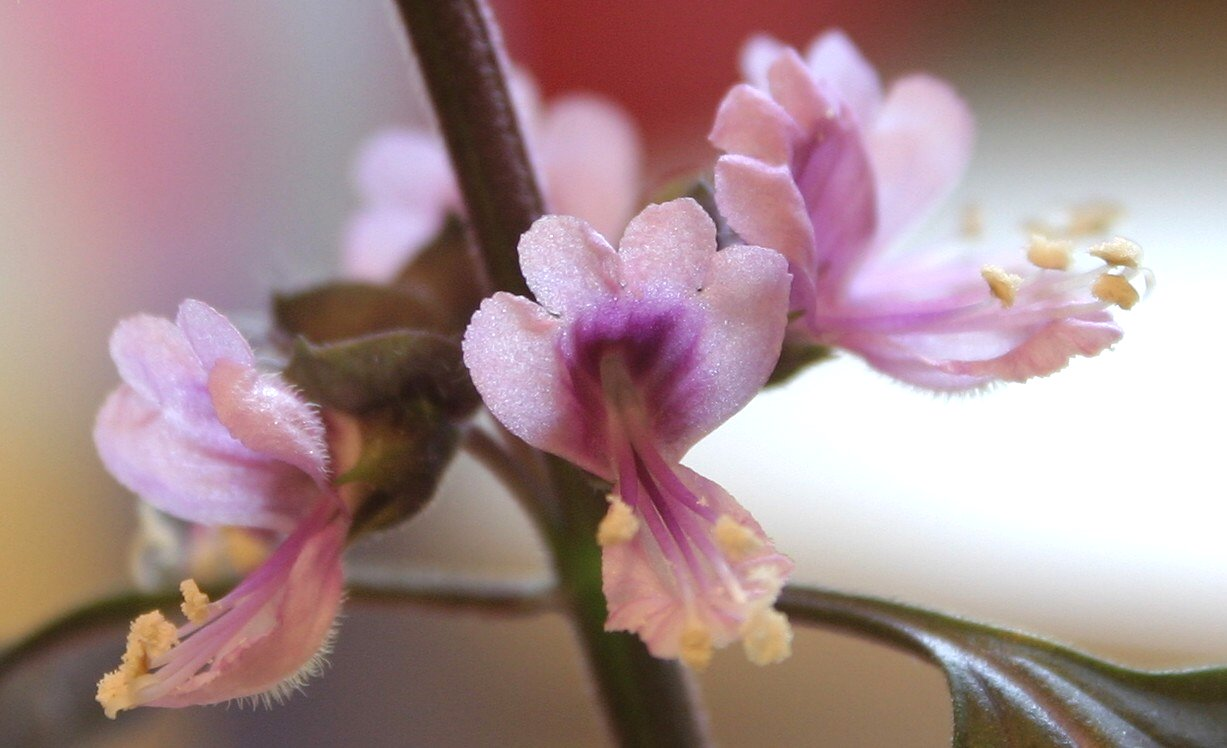
바질의 꽃

## 같이 보기
- 바실레우스